# 사인암로
 사인암로(Sainam-ro)는 충청북도 단양군 단성면 가산삼거리에서 충청북도 단양군 단성면까지 이어주는 도로이다.

## 주요 경유지
충청북도
- 단양군 (단성면 . 대강면)

## 노선
| 이름         | 접속 노선             | 소재지 | 소재지 | 비고                 |
| ------------ | --------------------- | ------ | ------ | -------------------- |
| 가산삼거리   | 선암계곡로            | 단양군 | 단성면 |                      |
| 가산교       |                       | 단양군 | 단성면 |                      |
| 직지재       |                       | 단양군 | 단성면 |                      |
| 피지재       |                       | 단양군 | 대강면 |                      |
| 작티삼거리   | 도락산로              | 단양군 | 대강면 |                      |
| 직티교       |                       | 단양군 | 대강면 |                      |
| 구은정교     |                       | 단양군 | 대강면 |                      |
| 사인암삼거리 | 온천로                | 단양군 | 대강면 | 지방도 제927호선구간 |
| 덕고개       |                       | 단양군 | 대강면 | 지방도 제927호선구간 |
| 장림교       |                       | 단양군 | 대강면 | 지방도 제927호선구간 |
| 장림사거리   | 국도 제5호선 (단양로) | 단양군 | 대강면 | 지방도 제927호선구간 |

## 주요 건물 및 시설
- GS칼텍스 이화주유소 (사인암로 512/괴평리 272-1)
- GS25 단양사인암점 (사인암로 536/괴평리 255)